# Santa Croce del Sannio
Santa Croce del Sannio (Santa Croce di Morcone fino al 1883) è un comune italiano di 856 abitanti della provincia di Benevento in Campania.

## Geografia fisica
Santa Croce del Sannio sorge nell'alta valle del Tammaro a 689 m s.l.m., sull'Appennino campano. Il territorio comunale è attraversato da un'antica via della transumanza, il tratturo Pescasseroli-Candela.

## Monumenti e luoghi d'interesse
- Palazzo Capozzi: costruito agli inizi del XIX secolo, è uno splendido esempio della maestria raggiunta dagli artigiani santacrocesi nella tecnica costruttiva, nella lavorazione della pietra e del ferro battuto.
- Palazzo Galanti: costruito nel XVIII secolo. Casa Natale dello storico G.M.Galanti.
- Palazzo Vitelli: ha dato i natali a Girolamo Vitelli.

## Società

### Evoluzione demografica
Abitanti censiti

## Cultura

### Istituzioni, enti e associazioni

#### Istituto Storico G.M. Galanti
L'Istituto Storico G.M. Galanti è un'associazione culturale fondata nel dicembre 1981, da parte del consiglio comunale, con lo scopo di ricostruire ed illustrare i processi di antropizzazione del territorio, la formazione degli insediamenti urbani e le tradizioni culturali, sociali, politiche connesse con tali fenomeni.
L'istituto opera attraverso la custodia e la protezione degli archivi locali esistenti e si prefigge l'organizzazione di una biblioteca specializzata sulla storia del Sannio, la raccolta di varie testimonianze della cultura materiale e reperti archeologici, da allestire in un museo etnologico e infine la pubblicazioni di opere sulle popolazioni locali.
Le pubblicazioni dell'Istituto comprendono:
- I liguri apuani nell'Alto Sannio (1981)
- Guida storica e urbanistica di Santa Croce (1982)
- G.M.Galanti, Nella cultura del Settecento meridionale (1984)
- Santa Croce e il Risorgimento italiano (1984)
- Girolamo Vitelli e la nuova filologia (1986)
- Requiem per Camillo Vitelli (1986)
- La chiesa matrice Santa Maria Assunta (1987)
- Illuminismo meridionale e comunità locali (1988)
- La cultura della transumanza (1992)
- La cappella di San Giovanni (1992)
- Dal comunitarismo pastorale all'individualismo agrario nell'Appennino dei tratturi (1993)
- Testimonianze della Seconda guerra mondiale e degli anni della ricostruzione a Santa Croce del Sannio, dal 1943 al 1950 (1999)

La biblioteca comunale G. Vitelli comprende oltre 4.000 volumi, tutti schedati ed informatizzati. La biblioteca ha anche curato alcune pubblicazioni sui canti popolari e i vecchi mestieri del paese.

## Infrastrutture e trasporti

### Strade
Il comune è attraversato dalla strada provinciale 55 che consente il collegamento agevole con la strada statale 87 Sannitica, oltre che dalle strade provinciali 64, 66, 67 e 105.

### Ferrovie
Il comune è servito dalla stazione di Santa Croce del Sannio sulla linea Campobasso-Benevento, situata nel comune di Morcone e attiva solo a fini turistici.

### Autolinee
Il comune è raggiungibile anche mediante autobus di autolinee private sulla linea Santa Croce-Benevento, Cercemaggiore-Napoli, con collegamenti per Benevento e per Napoli.